# Белорусско-туркменские отношения
Белорусско-туркменские отношения — дипломатические отношения между Белоруссией и Туркменистаном, которые носят стратегический характер. Обе страны являются полноправными членами ООН и ОБСЕ. Беларусь входит в СНГ, а Туркмения является ассоциированным членом. У стран общие подходы к вопросам мировой политики. В настоящее время послом Туркменистана в Белоруссии является Мырат Язбердыев. Послом Белоруссии в Туркменистане является Станислав Чепурной.

## История
Дипломатические отношения между странами были установлены 21 января 1993.
Посольство Туркменистана открылось в октябре 1995 года в Минске, первый посол — Илья Вельджанов. Посольство Республики Беларусь в Туркменистане открылось в 2002 году.
Подписано более 31 межгосударственных, межправительственных и межведомственных соглашений, регулирующих двустороннее взаимодействие в различных областях.
Поддерживаются связи в политической сфере, в том числе на высшем и высоком уровнях. Президент Республики Беларусь А. Г. Лукашенко четырежды посетил Туркменистан (май 2002 г. — проведен первый официальный визит Президента Республики Беларусь в Туркменистан, июнь 2009 г. — состоялся второй официальный визит, апрель 2011 г. — третий официальный визит, ноябрь 2013 — четвёртый официальный визит).
В январе 2010 г. состоялся официальный визит Президента Туркменистана Г. М. Бердымухамедова в Республику Беларусь. В апреле 2012 г. состоялся второй официальный визит Президента Туркменистана Г. М. Бердымухамедова в Республику Беларусь.
В октябре 2014 года состоялся официальный визит Президента Туркменистана Гурбангулы Бердымухамедова в Республику Беларусь. Во время визита была заложена капсула в основание нового посольства Туркменистана в Минске. Контракт на проектирование и строительство заключен с компанией «Ренессанс». Общая площадь застройки составит 7137 м². Окончание проекта намечено на февраль 2016 года.
Осуществляются контакты между внешнеполитическими ведомствами двух стран, взаимодействие в международных организациях.

## Культурное сотрудничество
Проводятся совместные выставки и другие мероприятия.
В 2012 году Туркменский государственный цирк приезжал в Минск на гастроли, с программой «Уникальный конный цирк».
Кроме того, 7 тыс. 400 туркменских студентов обучаются в университетах Беларуси.
В 2012 и 2014 году прошли Дни культуры Туркменистана в Беларуси.

## Торгово-экономическое сотрудничество
Динамика внешней торговли в 2000—2019 годах (млн долларов):
Товарооборот между странами в 2013 году превысил 300 млн долларов США.
Белоруссия поставляет в Туркменистан машиностроительную продукцию: дорожную, строительную и сельскохозяйственную технику, городской пассажирский и коммунальный транспорт, трактора, грузовые автомобили, а также велосипеды, автопогрузчики, шины, лекарства, химические нити, продукцию деревообрабатывающей промышленности, продукты питания. Поставляется техника производства заводов МАЗ, МТЗ, «Амкодор».
«Белгорхимпром» строит Гарлыкский горно-обогатительный комбинат по выпуску калийных удобрений мощностью 1,4 млн тонн в год в Лебапском велаяте Туркменистана. Общая сумма контракта составляет 1 млрд долларов.
В Минске функционирует «Туркмено-Белорусский Торговый дом», в Ашхабаде соответственно «Белорусско-Туркменский Торговый дом».

## Посольство Туркменистана в Республике Беларусь
Посольство Туркменистана в Республике Беларусь (г. Минск) открылось в июне 1995 года. Посольство расположено по адресу: г. Минск, ул. Некрасова, д. 90.
В 2014 году во время официального визита Президента Туркменистана Гурбангулы Бердымухаммедова в Республику Беларусь была заложена капсула в основание нового посольства Туркменистана в Минске. Контракт на проектирование и строительство заключен с компанией «Ренессанс». Общая площадь застройки составит 7137 кв.м. Окончание проекта намечено на февраль 2016 года.
С марта 2015 года Посольство возглавляет Чрезвычайный и Полномочный Посол Туркменистана в Республике Беларусь Назаргулы Шагулыев.

### Послы
1. Вельджанов, Илья Вельджанович (1994—2007)
2. Гундогдыев, Ата (2007—2012)
3. Язбердыев, Мурад (2012—2014)
4. Шагулыев, Назаргулы Шагулыевич (2015—н. в.)

## Посольство Республики Беларусь в Туркменистане
Посольство Республики Беларусь в Туркменистане (г. Ашхабад) открылось в 2002 году после первого официального визита в Туркменистан Президента Республики Беларусь Александра Лукашенко. Посольство расположено по адресу: г. Ашхабад, ул. Кипчак, д.55.
С октября 2013 года Посольство возглавляет Чрезвычайный и Полномочный Посол Республики Беларусь в Туркменистане Олег Табанюхов.

### Послы
1. Леонид Рачков (2001-2003)
2. Юрий Малумов (2003—2011)
3. Энвер Бариев (2011—2013)
4. Олег Табанюхов (2013—н. в.)